# Larry Duran
Pour les articles homonymes, voir Duran.
Lawrence Duran, dit Larry Duran, est un acteur et cascadeur américain, né le 26 juillet 1925 à Los Angeles (Californie), mort le 27 novembre 2002 à Las Vegas (Nevada).

## Biographie
Au cinéma, Larry Duran apparaît comme acteur dans vingt-huit films américains, depuis Viva Zapata ! d'Elia Kazan (1952, avec Marlon Brando — dont il devient ami et qu'il retrouve à plusieurs reprises — et Jean Peters) jusqu'à Solar Crisis de Richard C. Sarafian (1990, avec Tim Matheson et Charlton Heston).
Dans l'intervalle, citons La Vengeance aux deux visages de Marlon Brando (1961, avec le réalisateur et Karl Malden), Sur la piste de la grande caravane de John Sturges (1965, avec Burt Lancaster et Lee Remick), Les Horizons perdus de Charles Jarrott (1973, avec Peter Finch et Liv Ullmann) et Extrême préjudice de Walter Hill (1987, avec Nick Nolte et Powers Boothe).
À la télévision, outre trois téléfilms, il joue dans vingt-et-une séries, depuis Des agents très spéciaux (un épisode, 1965) jusqu'à L'Agence tous risques (un épisode, 1983).
Entretemps, mentionnons Les Espions (trois épisodes, 1965-1966), Les Mystères de l'Ouest (deux épisodes, 1968), Kung Fu (un épisode, 1972) et L'Île fantastique (un épisode, 1979).
Comme cascadeur, outre la série Les Espions précitée et un téléfilm (1992), il contribue à quarante-cinq films américains (où il est parfois acteur), depuis Viva Zapata ! nommé plus haut jusqu'à Les Ailes de l'enfer de Simon West (1997, avec Nicolas Cage et John Malkovich).
Parmi les autres films notables où il effectue des cascades, évoquons Le Bal des maudits d'Edward Dmytryk (1958, avec Marlon Brando et Montgomery Clift), L'Étrangleur de Boston de Richard Fleischer (1968, avec Tony Curtis et Henry Fonda), La Tour infernale de John Guillermin (1974, avec Steve McQueen et Paul Newman) et Meteor de Ronald Neame (1979, avec Sean Connery et Natalie Wood).

## Filmographie partielle

### Cinéma

#### Acteur uniquement
- 1954 : L'Égyptien (The Egyptian) de Michael Curtiz : petit rôle non spécifié
- 1961 : La Vengeance aux deux visages (One-Eyed Jacks) de Marlon Brando : Chico Modesto
- 1972 : Lady Sings the Blues de Sidney J. Furie : le premier Hood
- 1973 : Les Horizons perdus (Los Horizon) de Charles Jarrott : le pilote asiatique
- 1979 : Le Champion (The Champ) de Franco Zeffirelli : le deuxième maître de Bowers
- 1980 : L'Enlèvement du président (The Kidnapping of the President) de George Mendeluk : un agent du FBI
- 1981 : Charlie Chan and the Curse of the Dragon Queen de Clive Donner : un protagoniste du trafic de billets
- 1987 : Extrême préjudice (Extreme Prejudice) de Walter Hill : Jesus
- 1989 : Cage de Lang Elliott : le deuxième garde chinois
- 1990 : Solar Crisis de Richard C. Sarafian : un bandit

#### Cascadeur uniquement
- 1953 : L'Équipée sauvage (The Wild One) de László Benedek
- 1958 : Le Bal des maudits (The Young Lions) d'Edward Dmytryk
- 1960 : L'Homme à la peau de serpent (The Fugitive Kind) de Sidney Lumet
- 1963 : Le Vilain Américain (The Ugly American) de George Englund
- 1963 : Quatre du Texas (Four for Texas) de Robert Aldrich
- 1966 : Qu'as-tu fait à la guerre, papa ? (What Did You Do in the War, Daddy?) de Blake Edwards
- 1967 : La Folle Mission du docteur Schaeffer (The President's Analyst) de Theodore J. Flicker
- 1968 : L'Étrangleur de Boston (The Boston Strangler) de Richard Fleischer
- 1969 : Le Plus Grand des hold-up (The Great Bank Robbery) de Hy Averback
- 1969 : Che ! de Richard Fleischer
- 1971 : Le Survivant (The Omega Man) de Boris Sagal
- 1972 : La Conquête de la planète des singes (Conquest of the Planet of the Apes) de J. Lee Thompson
- 1973 : Soleil vert (Soylent Green) de Richard Fleischer
- 1973 : La Bataille de la planète des singes (Battle for the Planet of the Apes) de J. Lee Thompson
- 1974 : Refroidi à 99% (99 and 44/100% Dead) de John Frankenheimer
- 1974 : Tremblement de terre (Earthquake) de Mark Robson
- 1974 : La Tour infernale (Towering Inferno) de John Guillermin
- 1978 : Doux, Dur et Dingue (Every Which Way But Loose) de James Fargo
- 1979 : C'était demain (Time After Time) de Nicholas Meyer
- 1979 : Meteor de Ronald Neame
- 1980 : Chicanos, chasseur de têtes (Borderline) de Jerrold Freedman
- 1984 : Attention délires ! (The Wild Life) d'Art Linson
- 1985 : Les Aventuriers de la 4e dimension (My Science Project) de Jonathan R. Betuel
- 1986 : Golden Child : L'Enfant sacré du Tibet (The Golden Child) de Michael Ritchie
- 1992 : Rapid Fire de Dwight H. Little
- 1994 : Y a-t-il un flic pour sauver Hollywood ? (The Naked Gun 33⅓: The Final Insult) de Peter Segal
- 1997 : Les Ailes de l'enfer (Con Air) de Simon West

#### Acteur et cascadeur
- 1952 : Viva Zapata ! d'Elia Kazan : petit rôle non spécifié
- 1955 : Blanches colombes et vilains messieurs (Guys and Dolls) de Joseph L. Mankiewicz : un danseur
- 1956 : Le Tour du monde en quatre-vingts jours (Around the World in 80 Days) de Michael Anderson : petit rôle non spécifié
- 1960 : Les Sept Mercenaires (The Magnificent Seven) de John Sturges : Santos, homme de main de Calvera
- 1962 : Les Révoltés du Bounty (Mutiny on the Bounty) de Lewis Milestone : petit rôle non spécifié
- 1965 : Sur la piste de la grande caravane (The Hallelujah Trail) de John Sturges : le premier beau-frère
- 1965 : Le Kid de Cincinnati (The Cincinnati Kid) de Norman Jewison : un joueur à la première partie de cartes
- 1966 : La Canonnière du Yang-Tse (The Sand Peebles) de Robert Wise : un bagarreur au bar Red Kettle
- 1968 : Un shérif à New York (Coogan's Bluff) de Don Siegel : « Zig Zag »
- 1971 : L'Inspecteur Harry (Dirty Harry) de Don Siegel : petit rôle non spécifié
- 1974 : Hangup d'Henry Hathaway : un vendeur mexicain

### Télévision
(acteur uniquement, sauf mention contraire ou complémentaire)

#### Séries
- 1965 : Des agents très spéciaux (The Man from U.N.C.L.E.)
  - Saison 2, épisode 7 Le Désert d'Arabie (The Arabian Affair) : un membre d'une tribu
- 1965-1966 : Les Espions (I Spy) (+ cascadeur)
  - Saison 1, épisode 6 The Loser (1965 - Heavy) de Mark Rydell et épisode 7 Méfie-toi de leur sourire (Danny Was a Million Laughs, 1965 - Wong) de Mark Rydell
  - Saison 2, épisode 14 L'Enfant perdu (Little Boy Lost, 1966) de Paul Wendkos : Barnett
- 1967 : Les Envahisseurs (The Invaders)
  - Saison 1, épisode 6 Vikor de Paul Wendkos : le majordome
- 1967 : Batman
  - Saison 3, épisode 6 Le Plus Grand des pharaons (The Unkindest Tut of All) : Nubis
- 1967 : Max la Menace (Get Smart)
  - Saison 3, épisode 10 La Bande à Max (That Old Gang of Mine) de Norman Abbott : El Gatto
- 1968 : Les Mystères de l'Ouest (The Wild Wild West)
  - Saison 3, épisode 17 La Nuit du mannequin (The Night of the Headless Woman) d'Alan Crosland Jr. : l'imbécile
  - Saison 4, épisode 7 La Nuit des fugitifs (The Night of the Fugitives) : le mexicain
- 1968 : Opération vol (It Takes a Thief)
  - Saison 2, épisode 12 Casse-tête chinois (To Catch a Roaring Lion) de Marc Daniels : Lee
- 1972 : Mission impossible (Mission: Impossible), première série
  - Saison 6, épisode 15 La Fiancée (The Bride) de John Llewellyn Moxey : le commandant en chef
- 1972 : Gunsmoke ou Police des plaines (Gunsmoke ou Marshal Dillon)
  - Saison 18, épisode 6 Sarah de Gunnar Hellström : Vesco
- 1972 : Kung Fu
  - Saison 1, épisode 3 L'Ange noir (Dark Angel) de Jerry Thorpe : le chef indien
- 1977 : L'Homme qui valait trois milliards (The Six Million Dollar Man)
  - Saison 5, épisode 4 Compte à rebours, 2e partie (Deadly Countdown, Part II) de Cliff Bole : Montez
- 1977 : Super Jaimie (The Bionic Woman)
  - Saison 3, épisode 8 Lavage de cerveau (Brain Wash) : le jardinier
- 1979 : L'Île fantastique (Fantasy Island)
  - Saison 2, épisode 16 Photographes / Poker (Photographs/Royal Flush) de Cliff Bole : Art
- 1979 : Barnaby Jones
  - Saison 8, épisodes 2 et 3 Nightmare in Hawaii, Parts I & II : Joe Kamani
- 1979 : Vegas (Vega$)
  - Saison 2, épisode 4 Runaway de Cliff Bole : Chui
- 1983 : L'Homme qui tombe à pic (The Fall Guy)
  - Saison 2, épisode 15 Le Tournoi (Eight Ball) de Michael O'Herlihy : Barney
- 1983 : Agence tous risques (The A-Team)
  - Saison 2, épisode 3 Otages à l'orphelinat (The Only Church in Town) : Sanchez

#### Téléfilms
- 1973 : The Blue Knight (en) de Robert Butler : Rix Blakey
- 1980 : Escape de Robert Michael Lewis : Arturo
- 1992 : Boris and Natasha de Charles Martin Smith (cascadeur uniquement)